# Antiplecta caesia
Antiplecta caesia är en fjärilsart som beskrevs av W. Warren 1906. Antiplecta caesia ingår i släktet Antiplecta och familjen Uraniidae. Inga underarter finns listade i Catalogue of Life.